# Отправник возова
Отправник возова или саобраћајно-транспортни техничар је радник на железници који је одговоран за регулисање железничког саобраћаја у једној станици. 
Примарна дужност отправника возова је регулисање и обезбеђивање саобраћаја возова у његовој станици и на отвореној прузи до суседних станица. У то сврху, отправник прати кретање возова, рукује железничким сигналима који информишу возно особље, дочекује и испраћа возове, контролише састав возова, припрема и проверава пратеће возне исправе и регулише маневрисање унутар станице.
Додатно, у завистности од сврхе и величине станице, отправник се бави и комерцијалним пословима везано за путнике и робу: продаја и издавање путничких карата, пријем и надзор утовара и истовара робе за отпрему железницом.
Традиционално, униформа отправника возова на многим европским железницама је укључивала црвену шапку и тамно-плаво одело.